# Sindis
Cet article concerne le groupe ethnolinguistique. Pour la province, voir Sind. Pour la langue, voir sindhi.
Les Sindis ou Sindhis (en sindhi : سنڌي) sont un groupe ethnolinguistique associé à la province pakistanaise du Sind, parlant essentiellement le sindhi, une langue indo-aryenne.
Les Sindis sont quelque 30 millions au Pakistan, représentant environ 15 % de la population du pays et 60 % de celle de la province du Sind. Ils forment le deuxième ou troisième groupe ethnique du pays, derrière les Pendjabis voir les Pachtounes.

## Histoire

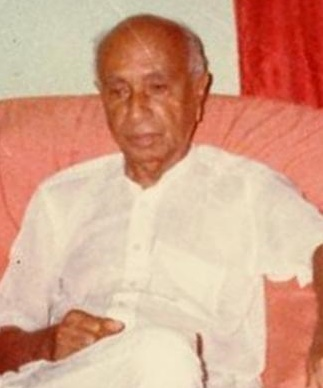
Le nationaliste sindi G. M. Syed.

Avant les conquêtes musulmanes des Indes, les Sindis pratiquaient majoritairement le bouddhisme et surtout l'hindouisme. L'islam devient ensuite largement majoritaire à la suite de nombreuses conversions influencées par des religieux soufis alors que la région du Sind est intégrée au sultanat de Delhi puis à l'Empire moghol, dont il reste une région périphérique. 
Les Sindis sont longtemps largement majoritaires dans le Sind. Avec la création du Pakistan le 14 août 1947, la capitale de la province Karachi devient la capitale de la nouvelle nation, par ailleurs ville de naissance de Muhammad Ali Jinnah, père de la nation. Le Sind est alors le lieu d’accueil de la plupart des nombreux réfugiés musulmans venant d'Inde. Ces « muhadjirs » s'installent principalement à Karachi et Hyderabad, où ils deviennent majoritaires et contribuent à bousculer les rapports démographiques de la province. La Partition des Indes entraîne également un flux inverse d'émigrés sindhis de confession hindoue, sikhe ou jaïne, contraints de s'installer dans les territoires de l'Inde actuelle. 
Malgré son accession au Pakistan, de nombreux Sindis contribuent à la création d'un nationalisme sindhi dont Ghulam Murtaza Shah Syed est l'un des principaux meneurs, défiant envers le pouvoir central de plus en plus dominé par les Pendjabis, ethnie majoritaire du pays. L'arrivée au pouvoir de Zulfikar Ali Bhutto en 1971 va néanmoins contribuer à ancrer la province dans le pays, alors que les Sindis vont dans les décennies suivantes surtout voter en faveur du Parti du peuple pakistanais, qui dirige souvent l'Assemblée provinciale du Sind et le gouvernement local.
Pourtant, les Sindis continuent de nourrir de nombreux griefs contre le pouvoir central. Ils demandent notamment une reconnaissance de leur langue dont ils craignent une marginalisation au profit de l'ourdou, réclament une meilleure part des richesses de la province et s'inquiètent d'une potentielle exclusion et des bouleversements démographiques de leur province. À ce titre, on peut noter l'arrivée de nombreux migrants muhadjirs puis pachtounes dans les grandes villes, ainsi que d'une élite pendjabie liée à l'armée qui s'est approprié des terres agricoles.

## Répartition géographique

### Pakistan
Près de 90 % des Sindis vivent dans la province pakistanaise du Sind. Ils forment historiquement le deuxième groupe ethnique du pays, mais sont concurrencés par les Pachtounes. Selon une estimation du World Factbook de la CIA en 2017, les Sindis représentent 14 % de la population du pays, contre 15 % pour les Pachtounes et 45 % pour les Pendjabis.
Selon le recensement de 2017, les Sindis parlant sindhi représentent 62 % de la population du Sind, quand 18 % sont des Muhadjirs parlant ourdou avec 5 % de Pachtounes et 5 % de Pendjabis. Par ailleurs, près de 5 % des habitants de la province voisine du Baloutchistan sont des Sindis (notamment à Lasbela) et ils représentent moins de 1 % de la population dans les autres provinces du pays.
De nos jours, 85 % des Sindis sont musulmans, mais environ 2 % sont adeptes de courants dissidents de l'islam, essentiellement des ahmadis. Les autres sont surtout hindous (10 %) et chrétiens (3 %). Autrefois territoire également peuplé de jaïns, il semble qu'il n'y a plus d'adepte du jaïnisme dans le Sind depuis la création du Pakistan en 1947, quand les jaïns sindis se sont réfugiés dans le Gujarat et le Pendjab indien.  

### Inde
En Inde, les Sindis sont à distinguer en deux populations, la plus nombreuse étant celle issue de la Partition des Indes et bien avant de l'émigration sindhie vers les grands centres urbains de l'Inde britannique. La plus réduite étant celles des sindhiphones autochtones aux régions frontalières du Sindh, tels que le Kutch (nord-ouest du Goudjerat) et le Mârvar (ouest du Rajasthan). Cette distinction historique se reflète également dans les répartitions géographiques, les Sindis issus du Sind étant concentrés essentiellement dans les agglomérations urbaines, tandis que les Sindis indigènes au Nord-Ouest de l'Inde actuelle vivent principalement en milieu rural. 
Cependant, 92 % des sindhiphones recensés en Inde en 1991 vivaient en milieu urbain. Le recensement de 1991 montre également une prépondérance de la population sindie dans les états du Maharashtra (principalement dans l'agglomération de Bombay et ses banlieues de Thane et d'Ulhasnagar), du Rajasthan, du Madhya Pradesh et du Gujarat, malgré une présence sur l'ensemble du pays. La grande majorité des sindis d'Inde sont de confession hindoue, avec une forte minorité sikhe. 
En 2011, le recensement de l'Inde relève un nombre de 2 772 264 sindhiphones sur l'ensemble du pays, tout dialectes confondus. 

### Diaspora sindhie
Les communautés sindhies traditionnellement engagées dans le commerce, souvent hindoues, ont formées des diaspora pluriséculaires à travers le monde. De nombreux territoires indo-océaniques connaissent ainsi la présence ancienne de populations sindhiphones, tels que les états de la péninsule arabique (Oman et Yémen notamment) et de la côte orientale de l'Afrique (Tanzanie et Kenya notamment). Les réseaux marchands sindhis furent également importants au Moyen-Orient et en Asie Centrale. 
L'intégration de l'Inde à l'Empire colonial britannique ouvre de nouvelles opportunités d'expatriation et d'extension de cette diaspora sindhie, renforçant les communautés anciennes de l'océan indien, et permettant la formation de nouvelles communautés en Méditerranée (Malte particulièrement), en Asie de l'Est (Hong Kong notamment), en Afrique de l'Ouest (Ghana et Nigeria notamment), en Asie du Sud-Est (Singapour et Malaisie notamment), dans les Caraïbes et bien ailleurs. Le phénomène d'expatriation de marchands et entrepreneurs sindhis donne naissance aux termes de Sindworkis ou de Sindhi workies, utilisés pour qualifier ces individus. Plus tard, la création d'un état pakistanais incluant le Sind entraîne le départ de nombreux sindhiphones non-musulmans, qui optent pour une émigration ailleurs qu'en Union indienne, notamment vers les territoires comprenant des communautés diasporiques déjà établies.
Il existe aussi une diaspora sindhiphone pakistanaise assez importante dans le golfe persique, composée notamment de commerçants et d'entrepreneurs.